# شهر امام
شهر امام یا دزآب از شهرهای شهرستان دزفول در استان خوزستان است. جمعیت شهرامام قریب به ۱۱٬۳۹۳ می‌باشد و شغل اکثر مردم، مغازه داری و کشاورزی است. شهرامام مناطق گردشگری زیبایی هم دارد که می‌توان به سخیری، امیرآباد و عجیروب(گیروب) اشاره نمود.
از مکان های فرهنگی این شهر،می توان به کتابخانه امام خمینی با حدود ۳۰،۰۰۰ کتاب اشاره کرد.

## مردم
مردم این شهر عمدتا ازا ایل ‌ لرِ.بختیاری اند و اقلیت هایی از سایرین می باشند.

## جمعیت
بر پایه سرشماری عمومی نفوس و مسکن در سال ۱۳۹۵ جمعیت این شهر ۱۱٬۳۹۳ نفر (در ۳٬۳۳۱ خانوار) بوده‌است.